# B(e)-звезда

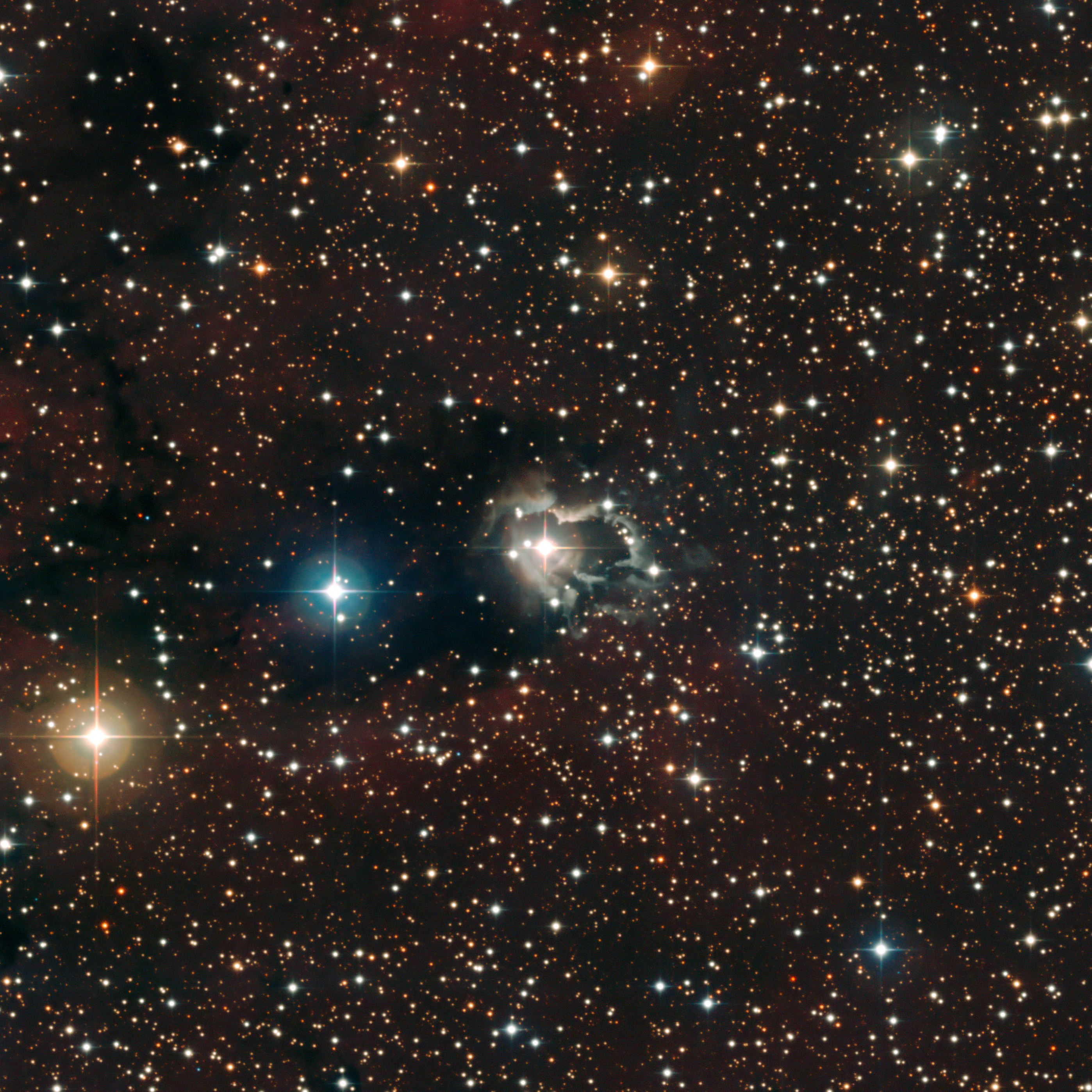
Отражательная туманность вокруг B[e]-звезды HD 87643

B[e]-звезда — звезда спектрального класса B, в спектре которой присутствуют запрещённые эмиссионные линии. Обозначение представляет собой сочетания названия спектрального класса B, буква e обозначает излучение (англ. emission), квадратные скобки означают запрещённые линии. Такие звёзды часто также обладают сильными линиями излучения водорода, но эта особенность встречается и у других типов звёзд. Другими наблюдательными проявлениями B[e]-звёзд являются оптическая линейная поляризация и, часто, инфракрасное излучение, более сильное, чем у обычных B-звёзд. Поскольку B[e]-звёзды обладают переходной природой, то в некоторые периоды могут обладать спектром обычной B-звезды; в свою очередь, обычные B-звёзды могут становиться B[e]-звёздами.

## Открытие
Многие Be-звёзды обладают специфическими особенностями спектров. Одной из таких особенностей оказалось наличие запрещённых линий ионизованного железа и, иногда, других элементов. При изучении в 1973 году одной из таких звёзд, HD 45677 или FS CMa, был выявлен инфракрасный избыток излучения и наличие запрещённых линий [OI], [SII], [FeII], [NiII].
Проведённое в 1976 году исследование Be-звёзд с инфракрасным избытком выявило наличие группы звёзд, в спектре которых присутствовали запрещённые эмиссионные линии ионизованного железа и некоторых других элементов. Эти звёзды считались отличающимися от обычных Be-звёзд главной последовательности, причём могли принадлежать разным типам звёзд. Данной группе звёзд было присвоено название B[e]-звёзды.
Одна из разновидностей B[e]-звёзд представляет собой сверхгиганты высокой светимости. К 1985 году было известно 8 B[e]-сверхгигантов, окружённых пылевой оболочкой, в Магеллановых Облаках. Другие B[e]-звёзды точно не являются сверхгигантами. Некоторые представляют собой двойные звёзды, протопланетарные туманности; понятие B[e]-феномен означает, что различные типы звёзд могут обладать спектром одного и того же вида.

## Классификация
Поскольку было выявлено, что спектр типа B[e] может принадлежать различным типам звёзд, было выделено четыре подтипа объектов:
- B[e]-сверхгиганты (sgB[e]),
- B[e]-звёзды до главной последовательности (HAeB[e]), подмножество звёзд Ae/Be Хербига,
- компактные планетарные туманности B[e]-звёзд (cPNB[e]),
- симбиотические B[e]-звёзды (SymB[e]).

Около половины известных B[e]-звёзд невозможно отнести ни к одному из вышеперечисленных подтипов; такие объекты относят к неклассифицированным B[e]-звёздам (unclB[e]). unclB[e]-звёзды недавно были классифицированы как звёзды типа FS CMa по названию одной из первых известных B[e]-звёзд.

## Природа B[e]-звёзд
Излучение в запрещённых линиях, инфракрасный избыток и другие особенности излучения подобных объектов помогают выявить природу объектов. B[e]-звёзды окружены ионизованным газом, создающим интенсивные эмиссионные линии таким же образом, как Be-звёзды. Газовая среда должна быть достаточно протяжённой для возникновения запрещённых линий во внешней области низкой плотности, а также для существования пыли, создающей избыток инфракрасного излучения. Данные особенности присущи всем типам B[e]-звёзд.
Звёзды подтипа sgB[e] обладают горячим быстрым звёздным ветром, создающим протяжённую область околозвёздного вещества, и плотным экваториальным диском. Звёзды подтипа HAeB[e] окружены остатками молекулярных облаков, образующих звёзды. Двойные B[e]-звёзды могут создавать диски из вещества, перетекающего с одного компонента двойной на другой после заполнения полости Роша. Звёзды подтипа cPNB[e] представляют собой звёзды после асимптотической ветви гигантов, лишившиеся атмосферы после завершения существования в виде звёзд с интенсивно протекающими ядерными реакциями. Звёзды типа FS CMa считаются двойными с быстро вращающимся и теряющим массу компонентом.

## См. также

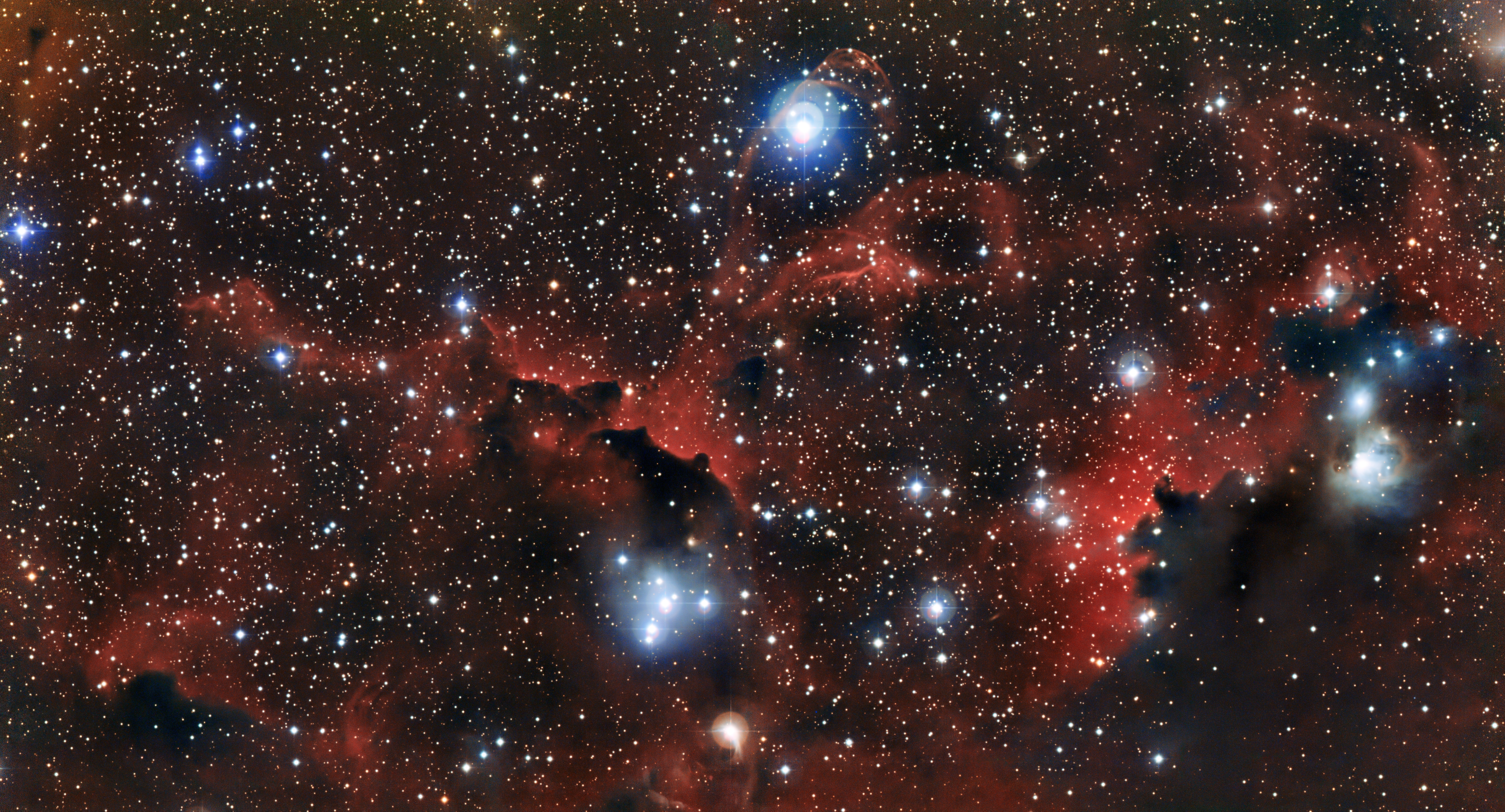
Туманность Чайка представляет собой почти сферическую область H II, в центре которой находится звезда Ae/Be Хербига HD 53367